# Marcel Glăvan
Marcel Glăvan (Drăguşeni, Galaţi, 9 de março de 1975) é um ex-velocista romeno na modalidade de canoagem.

## Carreira
Foi vencedor da medalha de prata em C-2 1000 metros em Atlanta 1996, junto com o seu colega de equipa Antonel Borşan.